# Makinohara
Makinohara (jap. 牧之原市 Makinohara-shi) – miasto w Japonii, w prefekturze Shizuoka (środkowe Honsiu).

## Położenie
Miasto leży w środkowej części prefektury Shizuoka nad zatoką Suruga. Miasto graniczy z Shimadą, Omaezaki i Kikugawą w prefekturze Shizuoka.

## Historia
Miasto powstało 11 października 2005 roku, z połączenia miasteczek: Sagara i Haibara.

## Transport
Przez miasto przebiega autostrada Tōmei, która łączy Tokio i Nagoję.